# Kościół Dziesięciu Tysięcy Męczenników w Niepołomicach
Kościół Dziesięciu Tysięcy Męczenników – gotycki murowany kościół parafialny z połowy XIV wieku, zbudowany z donacji Kazimierza Wielkiego w ówczesnej wsi królewskiej Niepołomice. Znacznie przebudowany w stylu barokowym dzięki fundacji Lubomirskich, jest najstarszym istniejącym budynkiem w miejscowości.

## Historia
Początki świątyni sięgają 1350 roku, kiedy biskup krakowski Jan Bodzanta powołał parafię, obejmującą Niepołomice i siedem okolicznych wsi. Kazimierz Wielki uposażył parafię i ufundował kościół, budowany w latach 1350−1358. Uroczystej dedykacji dokonał po zakończeniu budowy, w obecności fundatora i księcia mazowieckiego Siemowita III, arcybiskup gnieźnieński Jarosław z Bogorii i Skotnik. Według średniowiecznych kronikarzy i części współczesnych autorów, królewska fundacja była, wspólnie z innymi donacjami tego okresu, związana z ekspiacją za śmierć księdza Marcina Baryczki, inni podważają to twierdzenie. Nietypowe wezwanie kościoła próbowała wyjaśnić hipoteza jego związku ze zwycięską bitwą w wojnie z Litwą bądź Rusią, właśnie w dniu wspomnienia męczenników (22 czerwca), ale część historyków wskazuje na słabe udowodnienie tej teorii, nie znajdując potwierdzenia, że taka bitwa w ogóle miała miejsce.

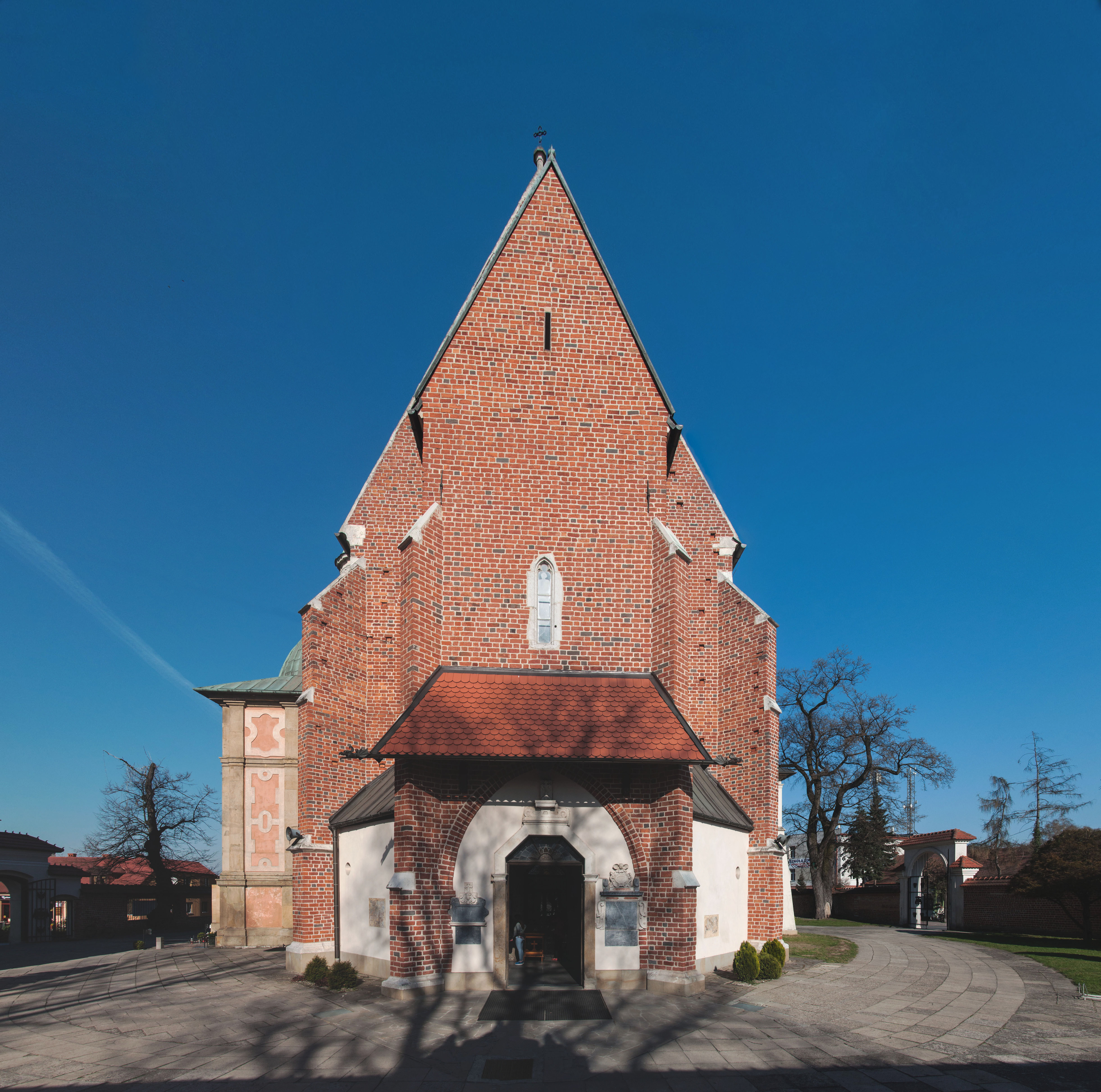
Widok od frontu

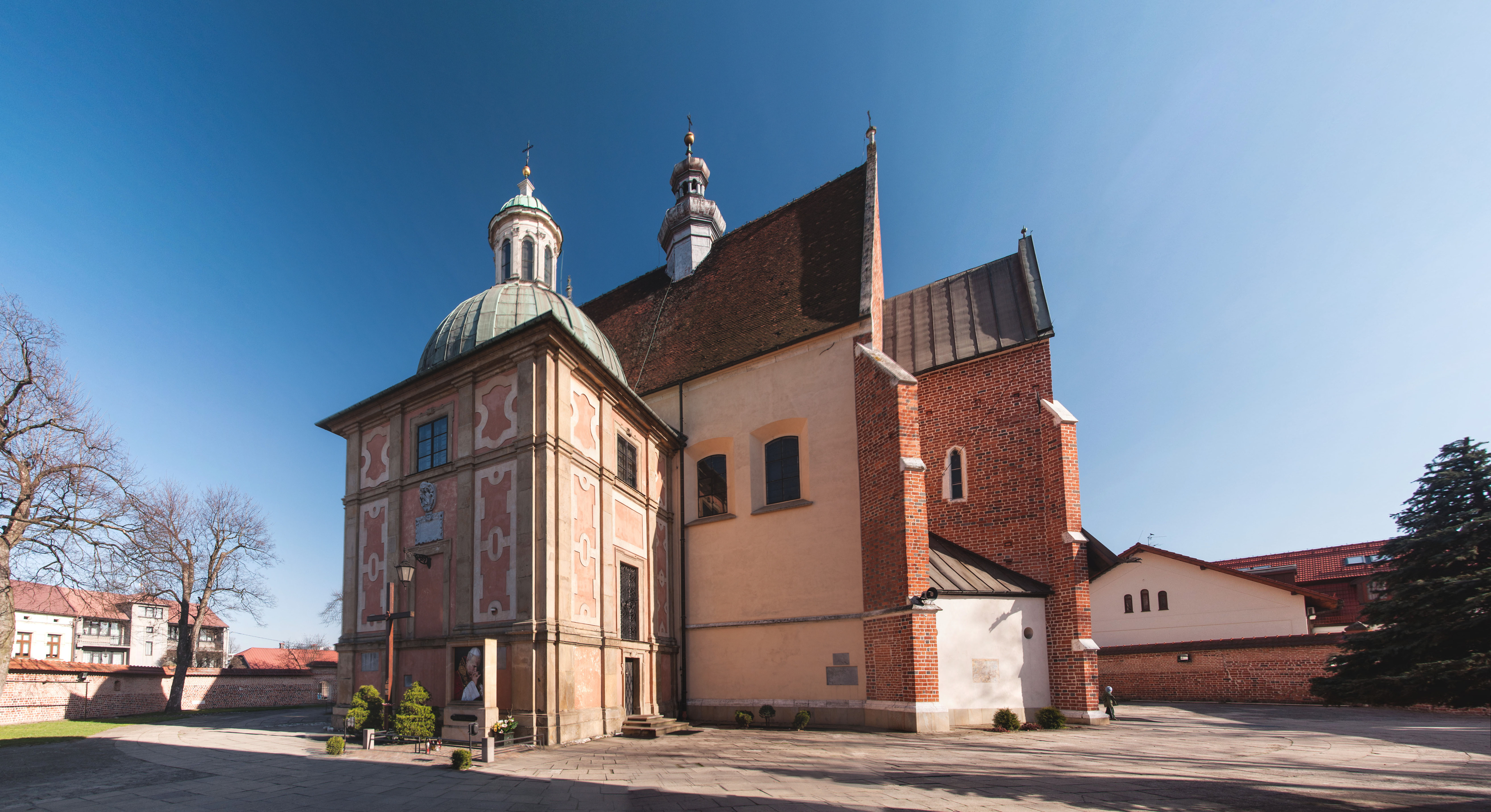

W 1596 roku starosta niepołomicki Jan Branicki ufundował manierystyczną kaplicę grobową dla swoich rodziców: Grzegorza i Katarzyny. Ich nagrobek, pochodzący z warsztatu Santi Gucciego, wykonany jest z szarego kamienia, z użyciem czerwonego marmuru i ozdobiony rzeźbami postaci oraz motywami roślinnymi. Jan Branicki sfinansował także pokrycie całego kościoła nowym dachem i ufundował wyposażenie oraz sprzęty liturgiczne, w tym monstrancję, znajdującą się obecnie w depozycie w Muzeum Niepołomickim.
W 1640 roku do nawy północnej została dobudowana kaplica św. Karola Boromeusza, ufundowana przez Stanisława Lubomirskiego, wojewodę krakowskiego. Mieści ona cudowny obraz patrona, sprowadzony do Niepołomic w 1604 roku z Bolonii przez Annę Branicką, żonę Jana. Prawdopodobnie w tym samym czasie powstała jednolita stylowo z kaplicą południowa zakrystia kościoła. Stiuki w kaplicy pochodzą najprawdopodobniej z warsztatu Falconiego. Około roku 1690 świątynia została przebudowana po zniszczeniach czasów wojen drugiej połowy XVII wieku. Dwie pierwotne gotyckie nawy zostały połączone w jedną, barokową, o nowym sklepieniu i oknach. Z tego okresu pochodzi także portal, prowadzący na chór muzyczny. Według upamiętniającej przebudowę płyty z czarnego marmuru, jej donatorem był król Jan Kazimierz wspólnie z rodziną Lubomirskich.
W pierwszej połowie XVIII wieku, podczas odnawiania dachu, otrzymał on rokokową sygnaturkę. W tym samym czasie nowy, ołowiany dach zabudowano także nad kaplicą Lubomirskich a obraz św. Karola Boromeusza został wprawiony w nowy, rokokowy ołtarz. W 1800 roku powstała stiukowa dekoracja łuku tęczy i ścian nawy. W 1837 roku obok kościoła zbudowano murowaną dzwonnicę, w miejsce dotychczasowej drewnianej. W 1916 roku wnętrze zostało pokryte polichromią, wzorowaną na tej z krakowskiego Kościoła Mariackiego, autorstwa Juliana Makarewicza.

## Architektura i wnętrze

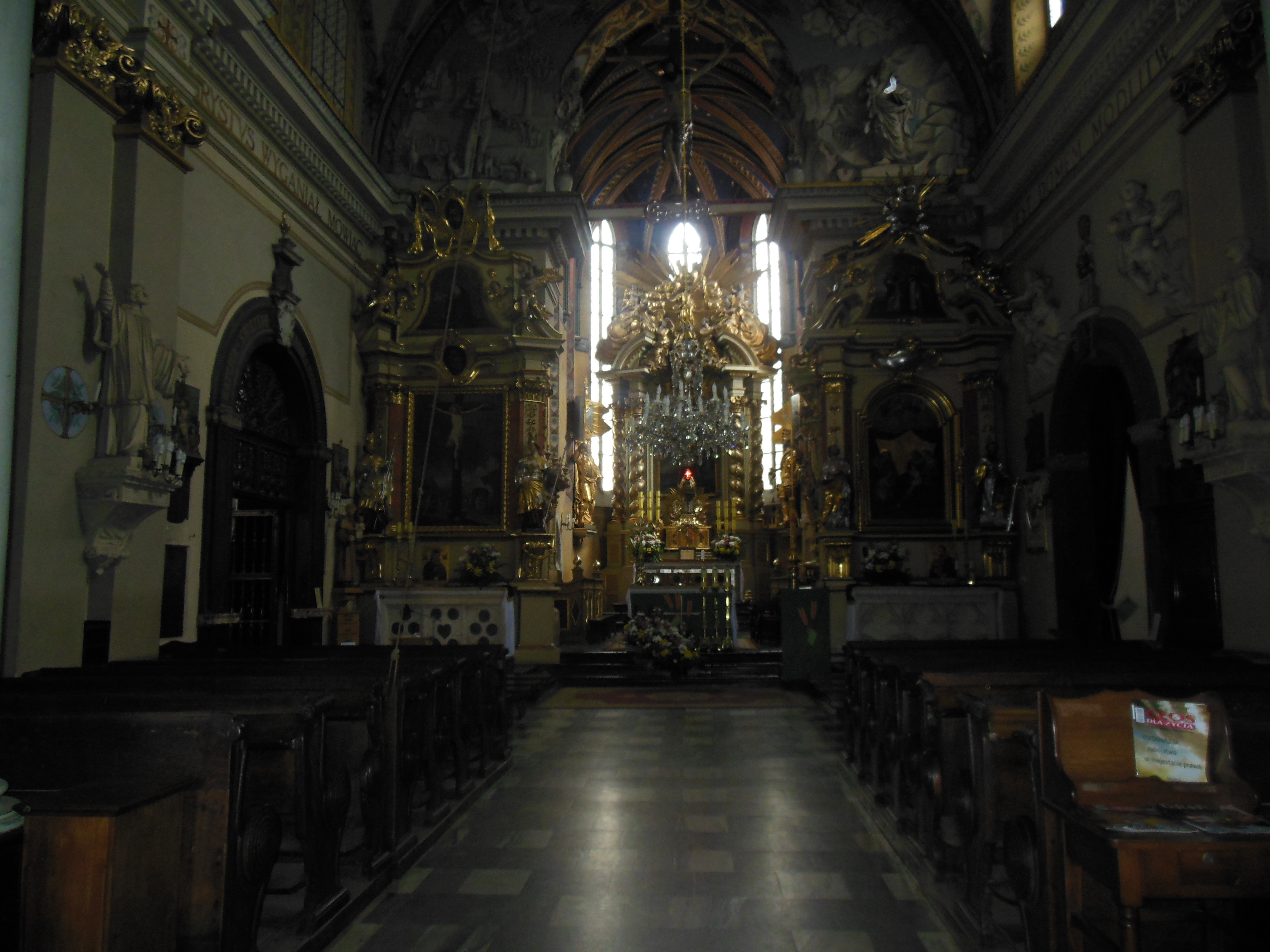
Wnętrze kościoła

Kościół Dziesięciu Tysięcy Męczenników powstał pierwotnie jako dwunawowy, z halowym wnętrzem i sklepieniami wspartymi na dwóch wielobocznych filarach ustawionych w osi podłużnej. Do grupy podobnych, dwunawowych świątyń, pochodzących z fundacji Kazimierza Wielkiego, zaliczane są również: kolegiata w Wiślicy, fara w Szydłowie i kościół w Stopnicy. Po przebudowie z XVII wieku zatracił się dwunawowy układ budynku. Głównym budulcem kościoła w Niepołomicach była cegła, elementy konstrukcyjne wykonano z kamienia. Trzyprzęsłowe prezbiterium zamknięte jest trójbocznie, przy jego wschodniej ścianie znajduje się bezstylowy ogrójec. Całość korpusu ujęta jest przyporami i nakryta dachami dwuspadowymi, z wieżyczką na sygnaturkę nad nawą. Po obu stronach nawy znajdują się kaplice, nakryte kopułami: manierystyczna Branickich od strony południowej i wczesnobarokowa Lubomirskich (św. Karola Boromeusza) od północnej.

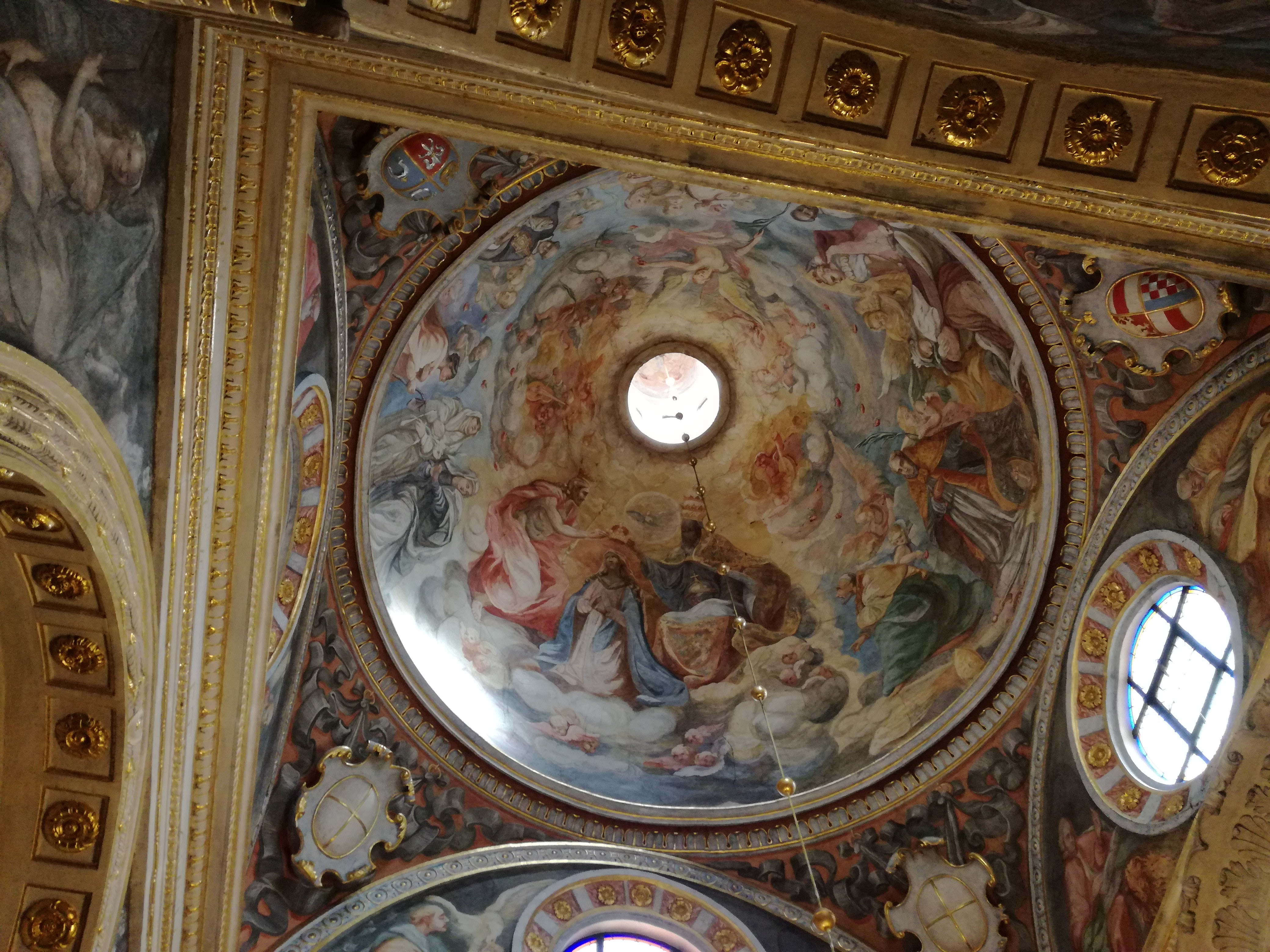
Kopuła w Kaplicy Branickich

Nawę, o ścianach rozczłonkowanych pilastrami, nakrywa sklepienie kolebkowe, prezbiterium gotyckie sklepienie żebrowo-krzyżowe. Gotycka, zachowana w całości w pierwotnym kształcie, północna zakrystia prezentuje malowidła ścienne fundacji Elżbiety Łokietkówny, pochodzące prawdopodobnie ze szkoły włoskiej, wykonane około 1370 roku. Ołtarz główny, ze złoconego drewna, pochodzi z XVIII wieku, podobnie jak powiązane z nim stylistyką ołtarze boczne. Kamienna chrzcielnica z drugiej połowy XVII wieku pochodzi z warsztatu Santi Gucciego.